# Списак рудника у Египту
Листа рудника у Египту је помоћна листи рудника и наводи радне, непуштене и будуће руднике у земљи и организује се примарном производњом минерала. Из практичних разлога камен, мермер и други каменоломи могу бити укључени у ову листу.

### Рудници злата
- Рудник Сукари или рудник Алсукари је рудник злата који се налази у Нубијској пустињи/ Источној пустињи у близини Црвеног мора у Египту, на југоистоку земље у Египту Гувернорат(Governorate) Црвеног мора, 30km јужно од Марса Алам.[2]

Заједнички га ископавају египатско Министарство минералних ресурса и Центамин. То је први модерни рудник злата у Египту, [2] који се сматра да има простора за ширење у земљи. Египат је био познат у древном свету као извор злата, а једна од најранијих доступних карата приказује рудник злата на овој локацији. [3] То је комбинација рудника отвореног копа и подземног копа, са процењеним резервама од 15,4 милиона унци злата. Локалитет се снабдева 30 километара дугим цевоводом који доводи воду из Црвеног мора.

### Рудници тантала
- Рудник Абу Дабаб је велики рудник смештен у источном делу Египта у Гувернорати (Governorate) Црвеног мора.
- Рудник Ел Нувиба велики је рудник смештен у северном делу Египта, у Гувернорати (Governorate) Јужни Синај.
- Рудник Ум Нагат је велики рудник смештен у северном делу Египта, у Гувернорату (Governorate) јужног Синаја.

### Рудник фосфата
- Рудник Абу Тартур је велики рудник смештен у провинцији Нови Валеи (New Valley Governorate)[3]